# Gerald David Lascelles
Den ærede Gerald David Lascelles (1924 på Goldsborough Hall, Harrogate, North Yorkshire – 1998 i Bergerac, Dordogne, Frankrig) var den yngste søn af Mary, Princess Royal og grevinde af Harewood, og han var dattersøn af kong Georg 5. af Storbritannien. Han var fætter til dronning Elizabeth 2. af Storbritannien.

## Ægteskaber
Gerald Lascelles var gift to gange, og han fik sønner med begge sine hustruer. 

## Efterkommere
Gerald Lascelles første ægteskab var med Angela Estree Lyssod D'Arcy Lascelles (født Dowding, 1919–2007). Deres efterkommere er:
- Henry Ulick Lascelles (født 1953). Henry Lascelles har været gift to gange, Han har arveret til tronen, og han har en søn fra sit første ægteskab.
  - Maximilian John Gerald Lascelles (født 1991), har arveret til tronen

Gerald Lascelles andet ægteskab var med Elizabeth Evelyn Collingwood (1924–2006). Deres efterkommere er:
- Martin David Lascelles (født 1962). Martins forældre giftede sig, da han 16 år gammel, så han har ikke arveret til tronen, og det har hans børn heller ikke. 
  - Alexander Joshua Lascelles (født 2002), søn fra ægteskabet mellem Martin Lascelles og Charmaine Eccleston.
  - Georgina Elizabeth (født 1988), datter af Carol Douet og Martin Lascelles, født udenfor ægteskab.

1. ↑  Navnet er anført på svensk og stammer fra Wikidata hvor navnet endnu ikke findes på dansk.